# 羅伯特·派克

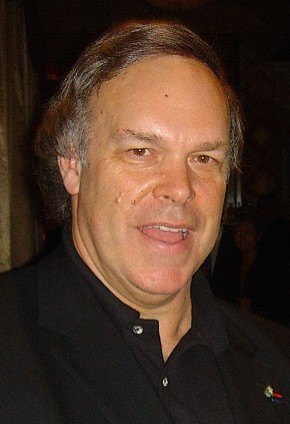
羅伯特·派克

羅伯特‧派克（英語：Robert M. Parker, Jr.，1947年7月23日—）是全球葡萄酒評論界無可爭議的名人。《紐約時報》說他是世界上最具影響力的紅酒評論家。出生於美國馬里蘭州巴爾的摩。
在馬里蘭大學就讀歷史及美術史，並於1973年畢業。據《領袖》雜誌報導，Parker以前不喝葡萄酒，只喝可口可樂。但有一年他追隨女朋友去法國，喝不下法國昂貴的可口可樂，被迫改喝葡萄酒，從此與葡萄酒結下了不解之緣。1975年開始從事與紅酒相關的文字記錄，並於1978年開始刊登於以紅酒業導向的報紙上－"The Baltimore-Washington Wine Advocate"（之後改名為"The Wine Advocate"）。
其中，派克對於紅酒以派克採點（Parker Point，簡稱PP）的方式來作評分，滿分為100分而且並不局限於任何紅酒價格。但是外界亦對於僅採用派克個人喜好（法國酒，尤其是低酸度波爾多紅酒）作為絕對評價的方式也多有批評，PP到底只不過是表示出派克個人喜好而已。給葡萄酒評分是一個非常主觀的行業，但是派克的支持者們大力擁護他，皆因他把葡萄酒從高高在上的神壇上拉了下來。葡萄酒評論與品酒藝術雖然不是派克發明的，但是他確實促成品酒用語與評分制度的標準化。

## 奠定聲望
据《领袖杂志》的描述，Parker堅信1982年的法國波爾多葡萄酒果香厚重，單寧不強，在橡木桶中的初期階段充滿青春活力，因此適合收藏。對此，Parker更是賭下他一生的信譽，向公眾宣稱1982是20世紀葡萄酒最好的年份之一。而有些專家則認為這可能不是能久藏的年份，果香淡去之後，可能沒有足夠的單寧為骨架以支撐酒在瓶中進一步地發展，於是有不少人對Parker的說法持觀望態度。但是相信Parker的人開始買期酒（Wine Future)。最終，事實正依Parker所言，1982的波爾多在上市之後確定成熟極慢，潛力無窮，成為上個世紀最佳年份之一，82年的紅酒價格更是連番幾番。自此，Parker奠定了他的聲望，他的追隨者日增，在紅酒界的影響力越來越大。

## 著作
- 《世界上最偉大的葡萄酒莊園》（The World's Greatest Wine Estate: A Modern Perspective)
- 《帕克的葡萄酒購買指南》（Parker's Wine Buyer's Guide)
- 《羅納谷的葡萄酒》（Wines Of the Rhone Valley)
- 《勃艮第：生產商、產區與葡萄酒的綜合指南》(Burgundy: A Comprehensive Guide To The Producers, Appellations And Wines）

## 外部連結
- The Wine Advocate